# Cromlechs von Lou Couraus

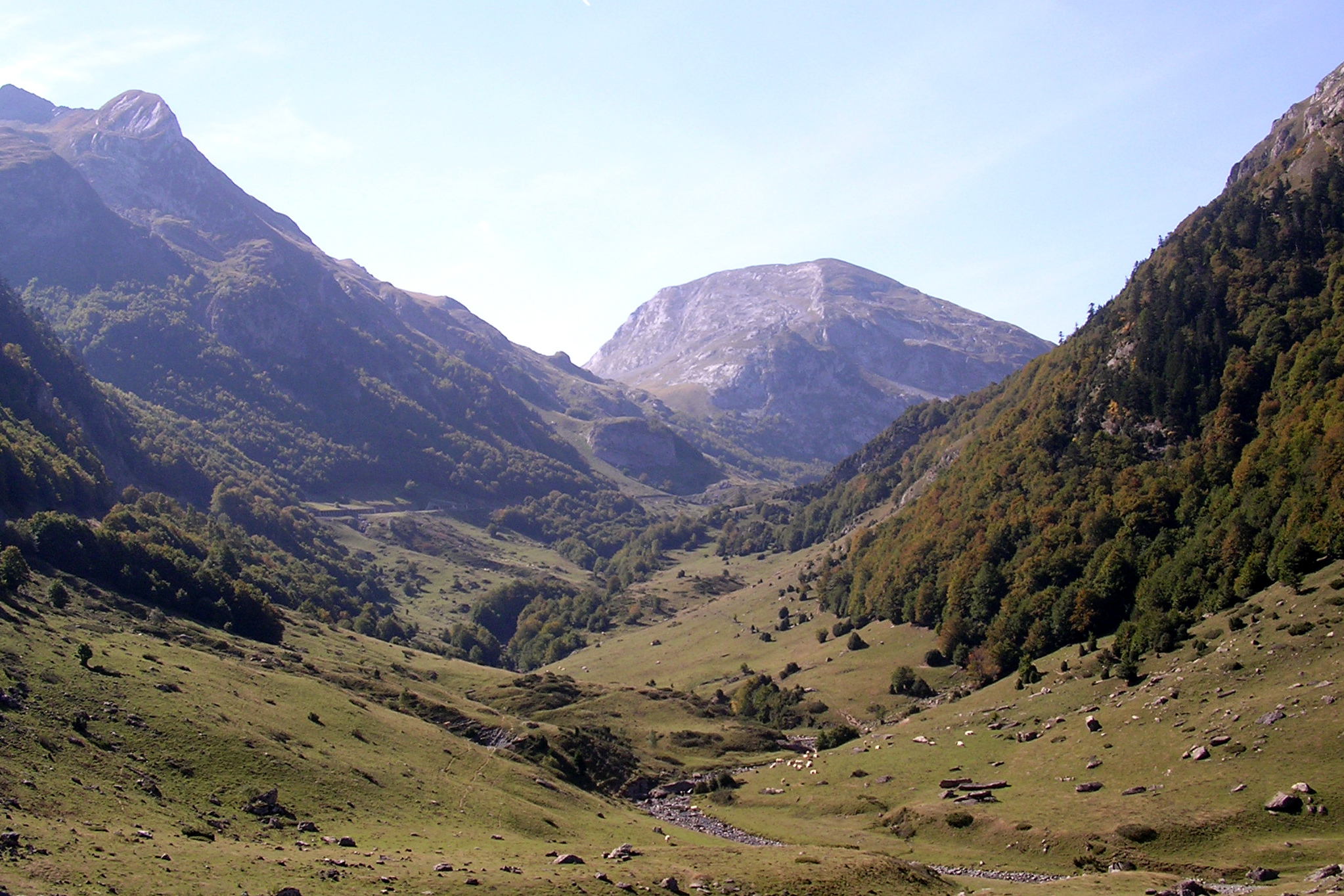
Vallee d’Ossau

Die 16 Cromlechs von Lou Couraus (französisch Cromlech de Lou Couraus oder Cromlechs d’Accaous) liegen im Vallée d’Ossau in der Nähe von Bilhères bei Oloron-Sainte-Marie im Département Pyrénées-Atlantiques in Frankreich.
Die mitunter nur teilweise erhaltenen oder zugewachsenen Kreise sind Reste abgetragener Gräber, die sie eingefasst haben und keine echten Steinkreise. Während die 3 nördlichen separat liegen, liegen die südlichen Kreise (bis auf Nr. 16) so eng beieinander, dass sie sich die meisten (teilweise sogar doppelt) tangieren.
Cromlech 1 ist der größte. Er hat etwa 9,0 m Durchmesser und 18 Steine in situ und einige umgefallene. Einige sind mehr als einen Meter hoch. Der Boden im Inneren ist steinig und leicht erhöht, was auf die Überreste eines Cairns deutet. Östlich liegt 3 Meter entfernt der Cromlech 2.
Cromlech 2 hat etwa 4,0 m Durchmesser. Der kleine Kreis besteht aus etwa 20 eng stehenden Steinen, davon viele in Situ. Der größte Stein ist etwa 0,7 Meter hoch.
Die Cromlechs 3 und 5 sind von Unterholz bedeckt, wobei Nr. 3 eventuell ein konzentrischer Kreis ist.
Cromlech 4 hat einen Durchmesser von etwa 6,0 m und 26 Steine in situ, die meist eng stehend, aber auch mehrere Lücken aufweisen. Im Kreis liegen weitere Steine und die Reste eines runden zentralen Grabes von etwa einem Meter Durchmesser.
Die Cromlechs 5 bis 16 erstrecken sich östlicher Richtung über etwa 50 m mit kleineren Steinen und Durchmesser von 2,5 m bis 5 m. Kreis 8 hat etwa 5,0 m Durchmesser und mit etwa 24 Steinen der größte dieser Gruppe.
In der Nähe liegen die Cromlechs von Soeix  und der Dolmen von Buzy.